# 윌러비 가족
《윌러비 가족》(영어: The Willoughbys)는 2020년 넷플릭스에서 공개한 미국의 애니메이션 영화로, 로이스 로우리의 소설 "무자비한 윌러비 가족"을 원작으로 만들어졌다. 크리스 피언, 코리 에반스가 감독을 맡았다.

## 출연
주연
- 윌 포트 : 팀 윌러비 역
- 알레시아 카라 : 제인 윌러비 역
- 마야 루돌프 : 유모 역
- 릭키 제바이스 : 고양이 역

조연
- 테리 크루즈 : 멜라노프 사령관 역
- 마틴 숏 : 아버지 역
- 제인 코라코스키 : 어머니 역
- 숀 컬렌 : 바나비 쌍둥이 역
- 브라이언 드럼몬드 : 베이비 루스 / 필 / 요켈 역
- 레베카 후세인 : 스위티 역